# اندلان-بلانچویل
اندلان-بلانچویل (به فرانسوی: Andelot-Blancheville) یک کامین در فرانسه است که در Canton of Andelot-Blancheville واقع شده‌است.

## خصوصیات
اندلان-بلانچویل ۳۳٫۱۸ کیلومترمربع مساحت و ۹۱۹ نفر جمعیت دارد و ۲۸۶ متر بالاتر از سطح دریا واقع شده‌است.